# エストレモス
エストレモス（ポルトガル語: Estremoz [(ɨ)ʃtɾɨˈmoʃ] ( 音声ファイル)）は、ポルトガルのアレンテージョ地方エヴォラ県、エストレモス自治体にある町。
ボルバやヴィラ・ヴィソーザの町と共に、大理石によって世界的に知られている。大理石には白、クリーム、ピンク、灰色や黒の筋が入ったものがあるが、とりわけピンクは需要が高い。古代より彫刻材や建材として使われ、スペインのメリダにある世界遺産の競技場にもエストレモス産の大理石が使われていたとされる。航海士によってアフリカ、インド、ブラジルにも輸出された。ジェロニモス修道院、バターリャ修道院、アルコバッサ修道院、ベレンの塔にも使われた。
現在でも戸口の階段など、至るところに大理石が使われており、道路にも大理石がはめこまれている。ホワイトウォッシュとして住宅にも塗られる。ポルトガルはイタリア（カッラーラ）に次ぐ世界第二位の大理石輸出国だが、その85%（37万トン以上）はこの地域で産出される。
E.S. Posthumusという音楽グループの曲名にもされた。

## 脚注

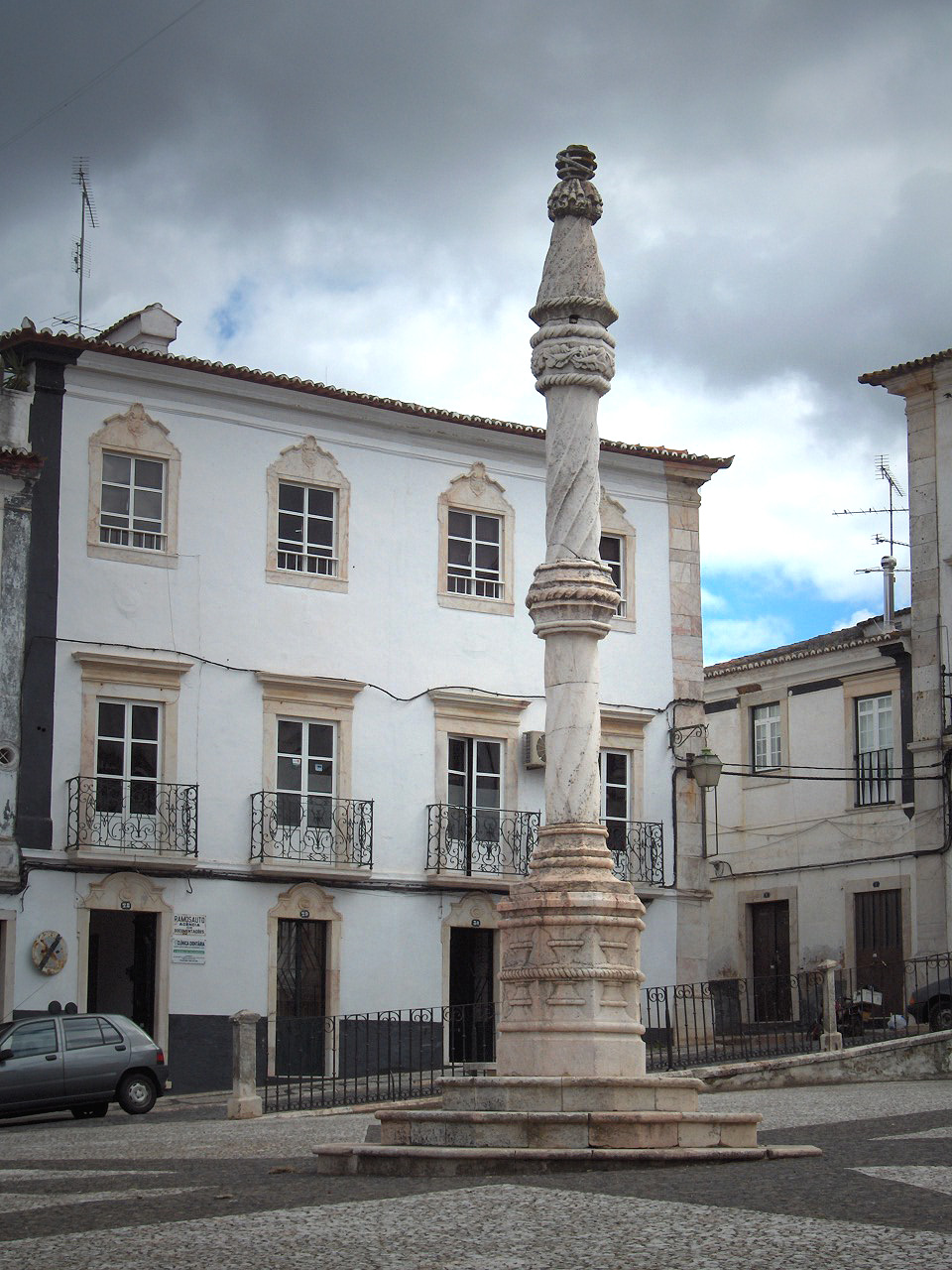
中央広場にある大理石でつくられたマヌエル様式のさらし台。16世紀初頭に建てられ、20世紀に復元された